# Хоторн (Калифорнија)
Хоторн (енгл. Hawthorne) град је у америчкој савезној држави Калифорнија. По попису становништва из 2010. у њему је живело 84.293 становника.

## Демографија
Према попису становништва из 2010. у граду је живело 84.293 становника, што је 181 (0,2%) становника више него 2000. године.
| Група             | 2000.          | 2010.          |
| Белци             | 10.937 (13,0%) | 8.642 (10,3%)  |
| Афроамериканци    | 27.775 (33,0%) | 23.385 (27,7%) |
| Азијати           | 5.660 (6,7%)   | 5.642 (6,7%)   |
| Хиспаноамериканци | 37.227 (44,3%) | 44.572 (52,9%) |
| Укупно            | 84.112         | 84.293         |